# 諾伯特·李奧·巴茨
諾伯特·李奧·巴茨（英語：Norbert Leo Butz，1967年1月30日—）是美國的一位演員和歌手。他主要活躍在百老匯。巴茨是兩次托尼獎最佳音樂劇男主角的獲得者，並且是九位獲此殊榮的演員之一。巴茨出生在聖路易斯。